# Orquesta de Cleveland
La Orquesta de Cleveland (en inglés: Cleveland Orchestra) es una agrupación orquestal estadounidense con sede en Cleveland, Ohio, que fue fundada en 1918. Su sala de conciertos habitual es el Severance Hall de Cleveland. Su director actual es Franz Welser-Möst desde 2002. 
Se trata de una de las orquestas sinfónicas más importantes del mundo, incluida entre las conocidas como Big Five, de las cuales es considerada como la más europea. Entre los comentarios sobre su excelencia se encuentran los siguientes:En enero de 1994: La revista Time considera a la Orquesta de Cleveland "El mejor conjunto del país".En diciembre de 1994: Fue considerada entre las diez mejores orquestas del mundo en el libro japonés, Sekai no Okesutora 123 (Las Orquestas) En febrero de 2005: The New Yorker proclamó a la orquesta "la mejor en Estados Unidos", considerando que se preguntó acerca de la habilidad de la Orquesta de Cleveland para sobrevivir en el siglo siguiente.

## Historia
La orquesta fue fundada en 1933
```
por 
Adella Prentiss Hughes
, con 
Nikolai Sokoloff
 como 
director de orquesta
 principal. Desde sus inicios, hizo giras por el este de los Estados Unidos, transmisiones 
radiofónicas
, y grabó muchos álbumes. Los siguientes directores principales (a los que se dio el título estadounidense de director musical) han sido 
Artur Rodziński
 (1933–43), 
Erich Leinsdorf
 (1943–44), 
George Szell
 (1946–70), 
Pierre Boulez
 (consejero musical 1970–72), 
Lorin Maazel
 (1972–82) y 
Christoph von Dohnányi
 (1984–2002). El puesto de director musical actualmente lo tiene 
Franz Welser-Möst
.
[
4
]
[
5
]
```

Además del vasto catálogo de grabaciones realizadas por los directores del conjunto, la orquesta ha realizado muchas grabaciones con directores invitados como Vladímir Áshkenazi, Oliver Knussen, Kurt Sanderling, Yoel Levi, Riccardo Chailly, Michael Tilson Thomas y Louis Lane (largo tiempo Director Asociado de la orquesta).

## Sedes

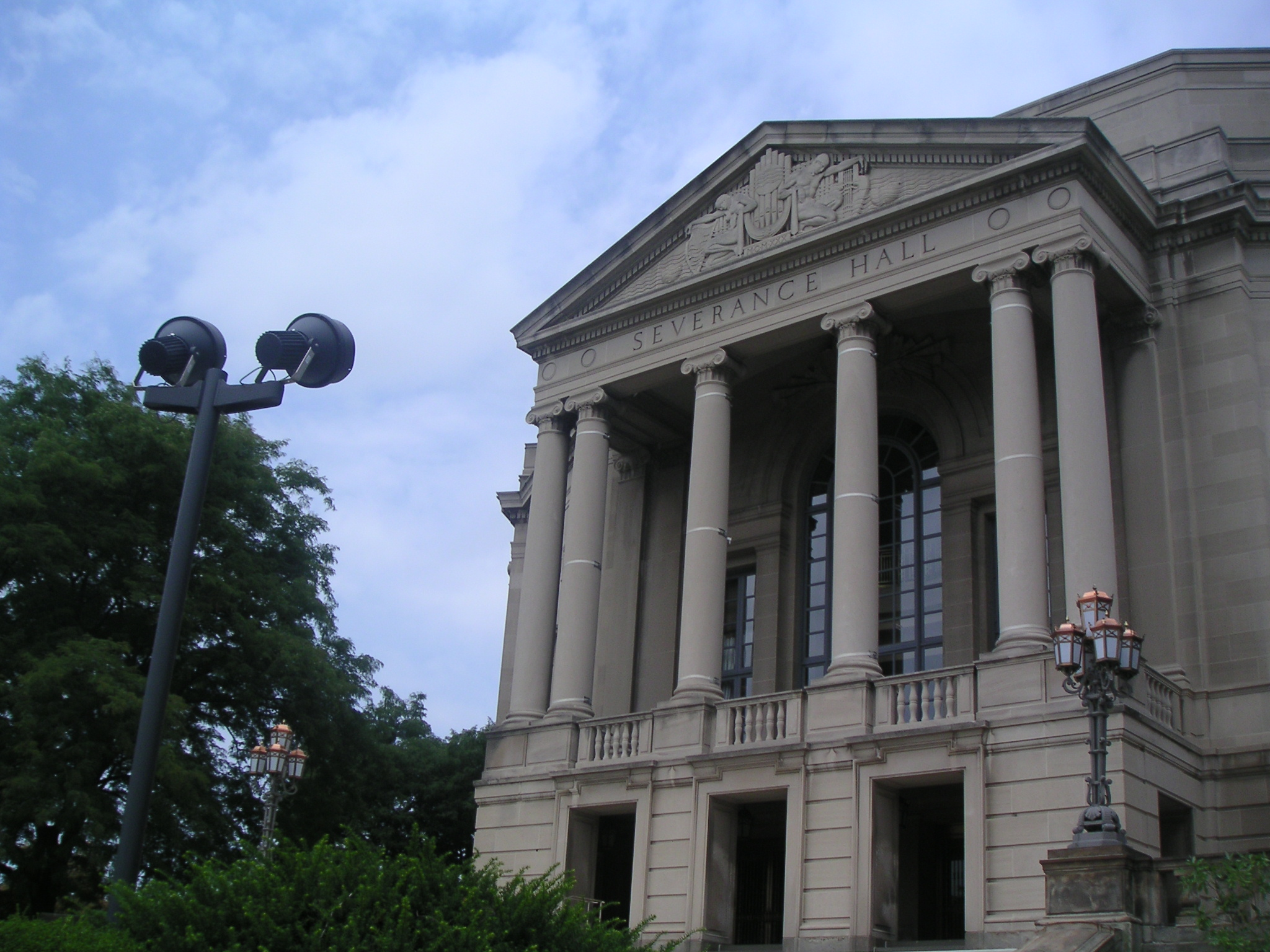
Severance Hall

Severance Hall es la sede de la Orquesta de Cleveland durante los meses de invierno. Fue construido por la orquesta en 1931. La orquesta realiza la mayoría de sus conciertos en el Severance y además lo utiliza como sala para los ensayos y para albergar sus oficinas administrativas. Allí cuentan con un órgano de concierto construido por Ernest M. Skinner IV-94.
Durante los meses de verano la orquesta toca en el Blossom Festival que se celebra en el Blossom Music Center en Cuyahoga Falls, Ohio. Hasta 2005 el Blossom Festival tenía su propio director musical. La última persona en ostentar tal puesto fue Jahja Ling. Tras su renuncia, la orquesta eliminó el puesto y actualmente el director musical Franz Welser-Most se encarga también de los conciertos de música clásica en el Blossom Festival.
También mantiene una larga relación interpretando en Lucerna, Viena, Nueva York y han llevado giras de multi-conciertos en la costa oeste desde los años 1960. Desde el año 2007 la orquesta realiza una residencia durante los meses de invierno en el flamante centro de artes escénicas Adrianne Arsht Center of the Performing Arts en Miami.

## Directores
- Nikolai Sokoloff (1918–1933)
- Artur Rodziński (1933–1943)
- Erich Leinsdorf (1943–1944)
- George Szell (1946–1970)
- Pierre Boulez (1970–1972) consejero musical
- Lorin Maazel (1972–1982)
- Christoph von Dohnányi (1984–2002)
- Franz Welser-Möst (2002–)